# Meeuwen (Altena)
Meeuwen – wieś położona nad kanałem Bergse (odnogą Mozy) w holenderskiej prowincji Brabancja Północna, w gminie Aalburg.
Wieś zamieszkują 404 osoby (2010).
Przez miejscowość przebiega prowincjalna droga z Hank (miejscowość) do Wijk en Aalburg. 

## Zabytki
- De Witte Molen (Biały Młyn) – młyn pochodzący z 1740 roku
- Kasteel Meeuwen – XIX-wieczny zamek, zbudowany na miejscu wcześniejszej budowli z 1350 roku.
- kościół murowany z 1931 roku, z dwuspadowym dachem i wieżą.